# Liste der Monuments historiques in Praslin
Die Liste der Monuments historiques in Praslin führt die Monuments historiques in der französischen Gemeinde Praslin auf.

## Liste der Immobilien
| Bezeichnung      | Beschreibung            | Standort                  | Kennzeichnung | Schutzstatus | Datum | Bild           |
| ---------------- | ----------------------- | ------------------------- | ------------- | ------------ | ----- | -------------- |
| Kirche St-Parres | aus dem 16. Jahrhundert | Ruelle de l’Église (Lage) | PA00078191    | Inscrit      | 1926  | weitere Bilder |

## Liste der Objekte
| Bezeichnung                                  | Beschreibung                                                                           | Standort                             | Kennzeichnung | Schutzstatus | Datum | Bild |
| -------------------------------------------- | -------------------------------------------------------------------------------------- | ------------------------------------ | ------------- | ------------ | ----- | ---- |
| Skulptur Heiliger Sebastian                  | Kalkstein, farbig gefasst, 16. Jahrhundert                                             | in der Kirche St-Parres (Lage)       | PM10004850    | Inscrit      | 1979  |      |
| Nischenretabel                               | Eichenholz, farbig gefasst, 16. Jahrhundert; sämtliche Figuren 1979 gestohlen          | in der Kirche St-Parres (Lage)       | PM10001613    | Classé       | 1908  |      |
| Kruzifix                                     | Eichenholz, farbig gefasst, 17. Jahrhundert                                            | in der Kirche St-Parres (Lage)       | PM10004851    | Inscrit      | 1979  |      |
| Pietà                                        | Kalkstein, farbig gefasst, Mitte des 16. Jahrhunderts                                  | in der Kirche St-Parres (Lage)       | PM10001619    | Classé       | 1966  |      |
| Skulptur Heiliger Stephan                    | Kalkstein, farbig gefasst, erste Hälfte des 16. Jahrhunderts                           | in der Kirche St-Parres (Lage)       | PM10001621    | Classé       | 1966  |      |
| Skulptur Heiliger Nikolaus                   | Kalkstein, einfarbig gefasst und vergoldet, erste Hälfte des 16. Jahrhunderts          | in der Kirche St-Parres (Lage)       | PM10001622    | Classé       | 1966  |      |
| Skulptur Christus in der Rast                | mit Sockel; Kalkstein, farbig gefasst, 16. Jahrhunderts,                               | in der Kirche St-Parres (Lage)       | PM10001620    | Classé       | 1966  |      |
| Skulptur Johannes der Täufer                 | Kalkstein, einfarbig gefasst und vergoldet, Mitte des 16. Jahrhunderts (im Bild links) | in der Kirche St-Parres (Lage)       | PM10001614    | Classé       | 1908  |      |
| Skulptur Unterweisung Mariens                | Kalkstein, 16. Jahrhundert                                                             | in der Kirche St-Parres (Lage)       | PM10001615    | Classé       | 1908  |      |
| Kirchenfenster                               | aus dem 16. Jahrhundert                                                                | in der Kirche St-Parres (Lage)       | PM10001612    | Classé       | 1897  |      |
| Skulptur Christus an der Geißelsäule         | Kalkstein, Ende des 16. Jahrhunderts                                                   | außen an der Kirche St-Parres (Lage) | PM10001617    | Classé       | 1913  |      |
| Skulptur Heiliger Fiacrius                   | Kalkstein, 16. Jahrhundert; 2001 gestohlen                                             | in der Kirche St-Parres (Lage)       | PM10001624    | Classé       | 1966  |      |
| Skulptur Heiliger Joseph mit dem Jesusknaben | Kalkstein, farbig gefasst, 16. Jahrhundert                                             | in der Kirche St-Parres (Lage)       | PM10001616    | Classé       | 1908  |      |
| Skulptur einer Heiligen mit Buch             | Kalkstein, farbig gefasst, Mitte des 16. Jahrhunderts                                  | in der Kirche St-Parres (Lage)       | PM10001623    | Classé       | 1966  |      |
| Skulptur Madonna mit Kind und Vogel          | Kalkstein, einfarbig gefasst und vergoldet, 15. Jahrhundert (im Bild rechts)           | in der Kirche St-Parres (Lage)       | PM10001618    | Classé       | 1966  |      |